# Hexine
Die Hexine sind eine Stoffgruppe aus der Gruppe der Alkine. Es existieren 7 isomere Verbindungen mit jeweils einer C≡C-Dreifachbindung und der Summenformel C6H10.

## Isomere

### Ohne Verzweigung
- 1-Hexin (Butylethin)
- 2-Hexin (Propylmethylethin)
- 3-Hexin (Diethylethin)

### Mit einfacher Verzweigung
- 3-Methyl-1-pentin (sec-Butylethin)[2]
- 4-Methyl-1-pentin (iso-Butylethin)[3]
- 4-Methyl-2-pentin (Isopropylmethyllethin)[4]

### Mit doppelter Verzweigung
- 3,3-Dimethyl-1-butin (tert-Butylethin)[5]

## Eigenschaften
| Name                 | Strukturformel | CAS-Nummer | Schmelzpunkt in °C  | Siedepunkt in °C | Dichte in g/cm3 | Brechungsindex |
| -------------------- | -------------- | ---------- | ------------------- | ---------------- | --------------- | -------------- |
| 1-Hexin              |                | 693-02-7   | −132                | 71 °C            | 0,7155 (25 °C)  | 1,3989 (20 °C) |
| 2-Hexin              |                | 764-35-2   | −89,6               | 84,5             | 0,7315 (20 °C)  | 1,4138 (20 °C) |
| 3-Hexin              |                | 928-49-4   | −103                | 81 °C            | 0,7231 (20 °C)  | 1,4115 (20 °C) |
| 3-Methyl-1-pentin    |                | 922-59-8   | −102,93 (geschätzt) | 60               | 0,735           | 1,3891         |
| 4-Methyl-1-pentin    |                | 7154-75-8  | −104,6              | 61,2             | 0,7000 (25 °C)  | 1,3936 (20 °C) |
| 4-Methyl-2-pentin    |                | 21020-27-9 | −110,3              | 73,1             | 0,7112 (25 °C)  | 1,4057 (20 °C) |
| 3,3-Dimethyl-1-butin |                | 917-92-0   | −78,2               | 37,7             | 0,6623 (25 °C)  | 1,3736 (20 °C) |